# Hiệu ứng Facebook (sách)
Hiệu ứng Facebook (tiếng Anh: The Facebook Effect) là quyển sách được viết bởi David Kirkpatrick và được xuất bản bởi nhà xuất bản Simon and Schuster. Nó miêu tả về lịch sử và sự liên quan đến xã hội của Facebook.
Cuốn sách này được ứng cử cho giải thưởng Cuốn sách Thời đại tài chính và doanh nghiệp Goldman Sachs của năm (tiếng Anh: Financial Times and Goldman Sachs Business Book of the Year Award).
Cuốn sách đã, đang và sẽ được xuất bản ở các thị trường như: Úc, Brasil, Trung Quốc, Croatia, Pháp, Đức, Hà Lan, Hungary, Israel, Ý, Nhật Bản, Hàn Quốc, Litva, Ba Lan, Bồ Đào Nha, Nga, Scandinavia, Slovakia, Tây Ban Nha, Đài Loan, Thái Lan, Thổ Nhĩ Kỳ, Liên hiệp Anh, Ukraina và Việt Nam.

## Tại Việt Nam
Cuốn sách Hiệu ứng Facebook tại Việt Nam được xuất bản vào năm 2011 bởi nhà xuất bản Thế Giới. Bản quyền tiếng Việt thuộc về Alpha Books. Các dịch giả bao gồm Tùng Linh, Nguyễn Linh Giang và Hoàng Ngọc Bích.